# 松本藩

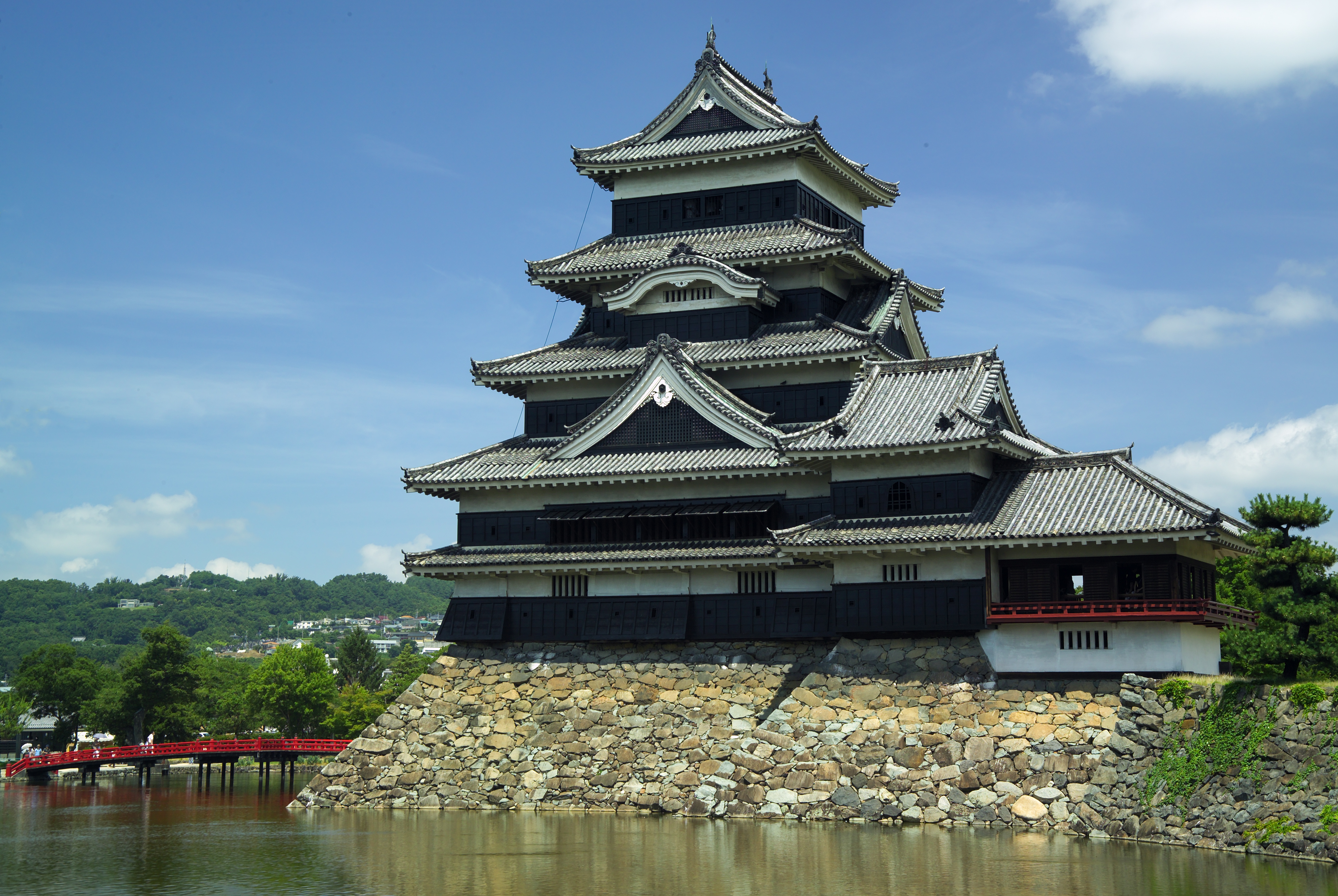
松本城（現存天守）

松本藩（まつもとはん）は、江戸時代に信濃国筑摩郡松本（現在の松本市）に存在した藩。藩庁は松本城。延宝年間の人口は9万人。

## 藩の前史
戦国時代、松本は信濃守護小笠原氏の支配下に置かれていた。しかし小笠原長時が武田晴信に敗れたため、以後は武田家の支配下に置かれた。元亀4年（1573年）4月に信玄が亡くなると後継者の武田勝頼は天正3年（1575年）5月の長篠の戦いで大敗し、次第に織田信長・徳川家康の攻勢の前に追い詰められた（甲州征伐）。天正10年（1582年）2月には勝頼の妹婿である木曾義昌が離反したことなどにより武田家は瓦解し、3月に勝頼は自害して武田家は滅亡した。信長は義昌の功績を認めて松本領を与えた。
しかし3ヵ月後の6月に本能寺の変が起こって信長が横死する。旧武田領では武田旧臣による反乱が勃発し、義昌は松本を放棄して木曽に籠もった。このため松本は軍事的・政治的空白地帯になり、地侍が自立に向けて動き出した。信長没後の信濃は家康・上杉景勝・北条氏直ら周辺列強国の草刈場と化し（天正壬午の乱）、松本の地侍は旧主長時の実弟小笠原洞雪斎を景勝の支援を得て府中に迎え、7月2日には深志城に入った。しかし洞雪は主体性がなく、景勝が派遣した上杉重臣の傀儡であったため、地侍は洞雪を見限った。
地侍は家康の支援を得て長時の息子貞慶を迎えた。貞慶には多くの地侍が味方し、7月17日に洞雪は抗戦をあきらめて開城した。この時、深志城を松本城と改めた。
8月、木曾義昌が家康と手を結んで松本に攻め込んできたため、貞慶は家康から離れて木曾軍を破り、所領安堵状や宛行状を連発して自立の傾向を強めた。だが天正11年（1583年）に貞慶は赤沢氏、塔原氏などを殺害し、三村氏や西牧氏らは粛清を恐れて逃亡した。これらは武田信玄の侵攻の際に小笠原家を裏切った諸氏であり、貞慶の復讐だったとされる。このため、筑北地方で上杉景勝と戦うも大敗した。
家康は貞慶の動向を見て、小笠原氏に所領安堵して味方につけ、貞慶も家康に嫡子秀政を人質として差し出し、家康は秀政を重臣の石川数正に預けた。しかし小牧・長久手の戦い後の天正13年（1585年）11月に数正が家康の下から出奔して豊臣秀吉の下に走った際、秀政も貞慶も秀吉の下に走った。ところが貞慶は名族小笠原家の血筋を鼻にかけて秀吉の出自を貶めるような発言をしたため、家臣らが再びの滅亡を恐れて秀政のみを名代として秀吉と拝謁させた。
以後は秀政が事実上の当主となり、天正15年（1587年）3月に秀吉の仲介で家康の下に帰参し、翌年12月に秀政は正式に家督を継いだ。天正17年（1589年）1月には家康より正式に安曇郡・筑摩郡の松本領を安堵され、8月には家康嫡子松平信康の娘を正室に迎えて小笠原氏は徳川家での地位を確立した。

## 藩史

### 石川家の時代
天正18年（1590年）の小田原征伐で後北条氏が滅亡し、秀吉の命令で家康が関東に移封されると、秀政も家康に従って関東に移り、下総古河藩3万石の藩主となった。
松本藩の藩祖は、徳川家康に仕えた「三河の旗頭」の一人・石川数正である。数正は家康が今川義元の人質だった頃から仕えていた最古参の家臣で、永禄5年（1562年）の織田信長と家康との同盟締結に大きな功を挙げた人物である。しかし小牧・長久手の戦い後の天正13年（1585年）11月13日、数正は突如として家康の下から出奔し、当時家康の宿敵であった羽柴秀吉のもとへ降った。この出奔には諸説あり、未だに定説はない。
秀吉は数正を家臣として迎え、和泉に8万石を与えた。天正18年（1590年）、家康が関東に加増移封されると、その後を受けて信濃松本10万石に加増移封された。数正が文禄2年（1593年）に死去した後、その遺領は嫡男・石川康長が8万石（石川氏の家督も同時に継いでいる）、次男の石川康勝が1万5000石、3男の石川康次が5000石とそれぞれ分割して継いだ。数正・康長父子は松本城を近世城郭に改め、城下町の建設に務めた。だが数正没後、跡を継いだ康長はその築城のために過酷な賦役を民衆に課したと伝わっている。
康長兄弟は慶長5年（1600年）の関ヶ原の戦いでは東軍に与したため、戦後に家康から所領を安堵された。慶長15年（1610年）には、筆頭家老の渡辺金内と若手実力者の伴三左衛門との間での藩政の主導権をめぐる対立に起因する家中の騒動が発生する。この裏にはかつて数正に煮え湯を飲まされた家康がいたらしい。家康は、あわよくば家中騒動を理由に松本藩を取り潰す気だったのであろう。しかし、康長の縁戚であった大久保長安（長安の長男の妻が康長の娘）の計らいにより、かつて康長の後見人でもあった宿老・秋山治助をこの内紛に介入させて、三左衛門を石川氏の中枢から駆逐することで、騒動は終結に導かれた。慶長18年（1613年）4月、大久保長安が亡くなり、長安の死後に起こった大久保長安事件において、康長兄弟は長安と縁戚であるという理由（取り潰しの表向きの理由は領地隠匿罪）から改易されてしまった。他に改易の理由として分限をわきまえずに城普請を行ったことが付け加えられている（『信府統記』）。他にも家康の意趣返し、福島正則と同じ外様大名外しともされる。

### 小笠原家の時代
石川家改易後の慶長18年（1613年）11月、飯田藩より小笠原秀政が8万石で入った。秀政は古河3万石から関ヶ原後に2万石を加増されて飯田藩5万石に移封されており、今回はさらに3万石を加増されての久々の旧領復帰で一族家中は大いに喜びあったという。秀政は寺社政策、多くの領内法度を制定して年貢制度を整え、前の石川康長時代に人足役や職人役に苦しんで他村・他領に逃散した百姓を帰村させるために百姓還住策をとり、百姓が帰村した場合は自由に住居地を定めて諸役も免除するという寛大な政策を行った。また地侍の力を弱めるため蔵入地（直轄地）を増やしたり、宿駅制度を整備して北国脇往還（善光寺道）の改修や整備を進めた。しかし秀政は元和元年（1615年）の大坂夏の陣で嫡男・小笠原忠脩とともに奮戦したものの戦死（忠脩は大坂の陣の間、松本城の守備を任されていたが、幕府に無断で出陣し父と合流した）。小笠原家の家督は秀政の次男・小笠原忠真が継いだ。忠真は大坂の陣における秀政・忠脩の軍功により2万石の加増を受け、10万石で播磨明石藩に移封された。この際に地元松本における小笠原家の家臣の多くが従って明石に赴いた。

### 戸田松平家の時代（第1期）
上野高崎藩5万石より松平康長が2万石加増の7万石で入封する。康長は家康の養妹を妻とする有力な譜代大名であり、寛大かつ温厚な人柄を第2代将軍徳川秀忠に信任されて第3代将軍家光の補佐を命じられた。藩政においても在地の地侍72名を松本で召し抱え、地方知行（家臣に土地を与える制度）から蔵米制に改めて兵農分離を完成させ、領内を15組に分ける新しい行政区画を創設した。寛永3年（1626年）から寛永8年（1631年）にかけては領内に総検地を実施した。この検地に伴い、村の区画割りも行われた。康長は寛永9年（1632年）12月に松本で死去。跡を継いだ康直は寛永10年（1633年）4月に播磨明石へ移封された。

### 松平直政の時代
結城秀康（家康の次男）の3男・松平直政が越前国大野藩より7万石で入る。直政は城郭の増改築、天守の造営、多門櫓の築造を行った。また寛永通宝松本銭の鋳造など、7万石の藩にしては行っていることが大藩並であり、これは徳川家光との懇意、結城秀康の実子という立場によるものといわれる。また直政は地子免除（土地・屋敷にかかる年貢の免除）など税制も定めた。寛永15年（1638年）に出雲国松江藩へ移封された。

### 堀田正盛の時代
徳川家光のもとで老中を務めていた堀田正盛は寛永15年（1638年）3月、武蔵川越藩3万5000石から6万5000石加増の10万石で入部する。堀田は松本7万石の他、安房と上野の両国に3万石を合わせて10万石である。正盛は春日局の義理の息子で縁戚関係から出世した人物である。正盛自身は老中として江戸で幕政を統括したため、松本に来ることはほとんど無かった。寛永18年（1641年）と寛永19年（1642年）に「巳午の飢饉」と称される飢饉が起こり、その最中の寛永19年（1642年）4月に下総佐倉藩へ移封された。この際、前年の凶作で領内には大量の餓死者が出て年貢の取立が十分にできずに移封しているが、後任の水野家が3年かけて未進分を佐倉に送り届けた。

### 水野家の時代
堀田正盛の後は三河吉田藩より水野忠清が7万石で入封した。忠清は大坂の陣で先陣争いをして戦功を立てた古強者であったが、松本に在任してから5年後の正保4年（1647年）5月に死去している。なお、忠清は徳川家康の従弟に当たる。
第2代は息子の忠職が継ぎ、慶安検地を実施して財政基盤を確立し、この検地は明治時代の地租改正までの土地の基本台帳となった。この検地高は11万2000石余りになったが評判が悪く、検地のやり直しや検地が終了しない内から再検地の要請が相次ぐなど混乱し、場合によっては永引地として減税になるなど混乱が相次いでいた。また忠職は年貢納入制度を定め、稲の品種改革や川除普請、百姓訴訟法の制定など、民政の確立に勤めた。しかし寛文6年（1666年）から4年をかけて飢饉が起こり（寛永の飢饉）、忠職は酒造の制限や酒売買の禁止、雑穀売りの制限から7か条の倹約令、奢侈禁止令を出すなどして対応した。ただし一方では代官など支配する側の不正を許さず法令化して厳しく取り締まった。こうして松本藩政は忠職の下で確立した。また忠職の弟忠増に5000石が分知され旗本に列し、後に幕府から加増をうけて忠増の子忠位が1万2000石の大名となる。その子忠定は笹部に陣屋を置き信濃1万石、丹波2000石を領したが、北条藩に転封となる。
忠職の跡を継いだ第3代忠直は、父の時代から続く寛文の飢饉の時期に襲封したためという理由もあるが、延宝期にも飢饉が相次いで財政が逼迫した。このため、貞享3年（1686年）に年貢を増徴して、貞享騒動と呼ばれる一揆が起こった。騒動そのものは松本藩が一揆側の要求を受け入れて鎮定したが、松本藩は一揆側と交わした約定を破棄し、首謀者は兄弟子供を含めて28人を磔獄門に処した。また忠直は寺社参詣、松茸狩り、川干し漁、祭事、能狂言など遊興に熱中して藩政を省みなかった。忠直は諸芸の名人を召し抱えて松本は江戸や京都に倣って風俗や文化的には発展を遂げている。だが財政的には困窮し、忠直時代から御用金策が開始された。また幕府より神田橋藩邸の上納を命じられ、日本橋浜町に替地を下賜される。
第4代忠周は忠直の息子で、父とともに遊興にふけった。しかし一方で忠直時代の放漫財政を改めようと財政改革に着手し、江戸家中の者に御定法91か条による日常生活の切り詰め、家臣の減給、倹約令から人員削減などに着手したが、在任5年で没した。また日本橋浜町の江戸上屋敷が火災で焼失し、田安門に移転した。
第5代忠幹は才智に優れた人物と伝わるが、在任5年で25歳の若さで没した。
このため第6代には忠幹の実弟忠恒が就任する。幕府より田安門藩邸の上納を命じられ、筋違御門外に替地を下賜される。だが忠恒は遊興にふけり酒好きであり、短慮の上に悪食で気性も荒いという兄と正反対の暗愚の人物であった。その暗愚ぶりは享保9年（1724年）7月の犀川熊倉橋前の川干し漁で1975人を動員し、さらに8月23日には鷹狩、9月3日には松茸狩りとして現れていた。そして享保10年（1725年）7月29日、将軍吉宗の拝謁を無事終えて帰る時、江戸城中の松之大廊下で長府藩の世子毛利師就とすれ違った際に小刀を抜刀して斬りつけるという事件を起こした。忠恒は直ちに取り押さえられ、取調べでは自らの不行跡により領地が召し上げられて毛利に与えられるものと思い切りつけたと答えたが、そのような事実は全く無く忠恒の被害妄想であり、幕府は毛利に咎めなく忠恒は乱心したとして所領没収・改易とした。ただし水野家は幕府に強い影響力があり、「勲旧の世家、全く廃すべからず」として断絶だけは免れて川越藩に預けられ、叔父の水野忠穀に信濃佐久郡において7000石、また忠穀の兄水野忠照に2000石を与えて存続は許した。忠恒は医師2人をつけて川越藩に預けられた後、叔父の下で蟄居した。松本藩水野家の引き払いは9月26日までに行われ、忠毅の下に仕えた者以外は浪々の身となり悲惨な生活を送ったと伝えられる。筑摩郡は坂木代官に、安曇郡は飯島代官に預けられた。

### 戸田松平家の時代（第2期）
水野家改易後の10月、かつて松本藩主であった松平康長の系統を継いでいた志摩鳥羽藩主の松平光慈が6万石で入り、以後戸田松平家9代の支配を経る。松平光慈の移封に関してはこの2ヶ月前の8月（あるいは9月）に光慈が老中松平乗邑に鳥羽の地は領分が狭くて収納も少なく勝手向も甚だ難渋して家来の撫育も行き届かず、公務も甚だ心許ないとして自ら請願して松本への移封を望んだといわれる。だが入封直後の享保12年（1727年）閏1月1日には本丸御殿が火災に見舞われた。光慈は戸田十五郎を登用して享保の財政改革を行った。既に戸田松平家は前の火災をはじめ、引越し費用に合計2500両の借財も重ねており、財政難はこの時から始まっていた。光慈は自ら藩財政の危急を家中に訴え、倹約やリストラを推し進めた。一方で領民に対しても法度を制定して治世の基本法とした。光慈は早世して弟の光雄が第2代藩主となり、彼は武芸を重んじて奨励した。だが光雄も若死し、2代の藩主が連続して早々に不幸が相次いだ物入りのため、借財は1万8000両に膨らむことになった。このため宝暦7年（1757年）から家臣の俸禄減知が行われ、その後も明和から文久まで3年から5年の期間で減知が繰り返された。このため領民からの御用金、いわゆる拝借金への依存度が高まり、以後廃藩まで戸田松平家は御用金頼みの財政が続いた。安永期にも財政再建を目的とした藩政改革が第5代藩主光悌により行われたが、あまり効果はなかった。
第6代藩主光行は幕府老中の松平定信の影響を受けて財政再建を主とした厳しい倹約令を出すなどした寛政の改革を行う。また藩校崇教館が創設された。文化・文政期にも藩政改革は行われている。
幕末になると、安政2年（1855年）より、藩主松平光則によって財政・軍制を中心とした藩政改革が行われた。天狗党の乱では元治元年（1864年）11月に松本藩兵は諏訪藩兵と共同して中山道の和田峠で天狗党と交戦したが、敗北している（樋橋戦争）。長州征討でも両次に幕府方として参戦しているが、いずれも後揃えでの参加であったため戦闘には至っていない。だがこれらの戦争で松本藩財政はいよいよ逼迫した。
慶応4年（1868年）の戊辰戦争においては佐幕か勤王かでなかなか藩論の一致を見なかったが、東征軍の松本到着の直前になって勤王を選択し3万両を献上して帰順した。その後は新政府軍の一員として宇都宮城の戦いや北越戦争・会津戦争に参戦した。最後の藩主・松平光則の朝廷への版籍奉還上表は明治2年（1869年）2月25日のことであった（同年6月に許可）。明治3年（1870年）には藩知事となり、その下に大参事以下の役職が置かれた。

## 内政
貞享3年（1686年）には凶作、租税改悪、郷頭不正を原因として、安曇郡中萱村、楡村、南大妻村、氷室村、堀米村および筑摩郡梶海渡村、浅間村、笹部村の農民が中心となって藩庁へ直接強訴した貞享騒動が発生した。
文政8年（1825年）には凶作、物価高騰、富農商人による米価格の吊り上げを原因として、安曇郡小谷村、佐野村、沢渡村、飯田村、飯森村の農民が暴徒と化して千国街道大町宿、池田宿、穂高宿、成相新田宿を襲撃（打ちこわし）した赤蓑騒動が発生した。
弘化4年（1847年）には善光寺地震が発生し、松本領内でも被害が出た。
幕末には、本町の名主の家に生まれた近藤茂左衛門・山本貞一郎兄弟が上洛し尊王攘夷運動に身を投じた。その中で戊午の密勅の仲介役を担ったことが幕府の逆鱗に触れ、1858年9月5日、中山道大津宿で近藤が逮捕され安政の大獄が始まった。（それに先立つこと8月29日に山本が自害。）のちに近藤は中追放刑を言い渡され、1862年11月28日に松本へ帰還した。
また1861年5月28日には、英国仮公使館の警備にあたった江戸詰めの藩士伊藤軍兵衛が英国人水兵2名を殺害する第二次東禅寺事件が発生した。

## 歴代藩主

### 石川家
外様、10万石→8万石
1. 数正
2. 康長

### 小笠原家
譜代、8万石
1. 秀政
2. 忠真

### 戸田松平家
譜代、7万石
1. 康長
2. 庸直

### 雲州松平家
親藩、7万石
1. 直政

### 堀田家
譜代、10万石
1. 正盛

### 水野家
譜代、7万石
1. 忠清
2. 忠職
3. 忠直
4. 忠周
5. 忠幹
6. 忠恒

### 戸田松平家
譜代、6万石
1. 光慈
2. 光雄
3. 光徳
4. 光和
5. 光悌
6. 光行
7. 光年
8. 光庸
9. 光則

### 重臣
- 野々山家
松本城三之丸[注釈 5]に居住し知行は1500石。
野々山吉範－長義－吉任－義貴－通義－雄義＝和義－悌義＝行義＝壮義－年義＝庸義＝則吉

## 藩領と組の変遷

### 1590年 立藩
藩成立時の版図は信濃国10郡のうち、筑摩郡の北半部および安曇郡全域（現在の松本市（奈川地区を除く）、塩尻市（楢川地区を除く）、大町市、安曇野市、東筑摩郡、北安曇郡）。筑摩郡は贄川関所で南北に隔てられ、南半部は尾張藩領であった。
- 安曇郡を仁科と称し、仁科中筋、仁科西山筋、中仁科、奥仁科、仁科之内中筋、仁科之内西筋に細分化。
- 筑摩郡を府中と称し、府中(城下周辺)、府中北山筋、府中中筋、府中西筋、府中南筋に細分化。

| 北西:富山藩   | 北:糸魚川藩 | 北東: 松代藩 |
| 西:天領飛騨国 | 松本藩      | 東: 上田藩   |
| 南西: 尾張藩  | 南: 高遠藩  | 南東: 諏訪藩 |

### 1593年
安曇郡奥仁科を支藩・奥仁科藩として立藩（1613年廃藩）。

### 1617年
藩領が上記の府中・仁科から組に再編される。
- 安曇郡　上野組-長尾組-成相組-保高組-松川組-池田組-大町組
- 筑摩郡　麻績組-会田組-山家組-岡田組-庄内組-塩尻組-出川組-島立組

- 高遠藩領西五千石が成立 - 現在の松本市和田・今井地区、塩尻市洗馬地区、山形村、朝日村
- 諏訪藩領東五千石が成立 - 現在の松本市寿（のち1000石分が旗本諏訪頼久領百瀬知行所に）・中山（のち1000石分が旗本諏訪頼蔭領埴原知行所に）・内田地区、塩尻市片丘地区
- 公儀金山領 - 会田組の一部であった、現在の松本市金山地区の鉱山周辺を公儀御領とする。

### 1664年
旗本水野忠増領が成立 - 筑摩郡5村、安曇郡6村（5000石）

### 1690年
西五千石を南北に分割し、北側（現在の松本市和田・今井地区、山形村）を幕府領とし、和田組・今井組を設置。

### 1713年
旗本水野氏領に今井組と金山領を合わせて1万石の大名水野忠定領とし笹部知行所が成立（1725年解消）。

### 1726年
- 会田組を幕府領とし、同時に北部を坂北組として分離。
- 麻績組を幕府領とし、同時に南部を川手組として分離。
- 塩尻組と出川組を天領と松本藩領に分け、後者を統合して高出組を設置。

### 幕末の領地
- 信濃国
  - 筑摩郡のうち - 79村

庄内村 (1564石5斗3升9合9勺1才7撮)・渚村 (314石5斗7升5合7勺1才4撮)・両島村 (68石7斗8升3合6勺9才9撮)・松本分 (627石8斗9升5合0勺2才0撮)・白板村 (269石1斗7升6合3勺9才2撮)・宮淵村 (356石3斗3升9合9勺9才6撮)・蟻ヶ崎村 (674石7斗8升6合9勺8才7撮)・桐村 (961石9斗79合4勺9才2撮)・征矢野村 (174石2斗4升2合0勺0才4撮)・埋橋村 (448石6斗0升4合6勺1才4撮)・中林村 (178石9斗0升8合0勺0才5撮)・筑摩村 (192石3斗6升2合5勺9才5撮)・三才村 (168石7斗6升6合9勺9才8撮)・小島村 (426石3斗5升3合6勺0才7撮)・鎌田村 (119石1斗0升6合4勺0才0撮)・林村 (372石1斗1升4合0勺1才4撮)・大嵩崎新田村 (218石3斗9升7合9勺9才5撮)・南小松村 (316石2斗5升5合3勺1才0撮)・北小松村 (333石5斗5升9合9勺9才8撮)・南方村 (301石8斗9升2合6勺0才9撮)・北入村 (326石1斗2升5合0勺0才0撮)・橋倉村 (157石9斗4斗4合0勺0才0撮)・中入村 (498石6斗1升8合0勺1才1撮)・桐原村 (609石2斗4升5合1勺7才8撮)・薄町村 (436石6斗4升2合0勺9才0撮)・上金井村 (289石7斗7升3合5勺9才0撮)・兎川寺村 (153石4斗8升1合9勺9才5撮)・湯原村 (164石2斗2升2合0勺0才0撮)・荒町村 (263石0斗2升4合9勺9才4撮)・藤井村 (203石7斗1升8合3勺0才7撮)・新井村 (121石9斗9升6合0勺0才2撮)・下金井村 (123石2斗4升6合0勺0才2撮)・出川町村 (842石4斗3升7合0勺1才2撮)・並柳村 (239石5斗1升8合0勺0才5撮)・平田村 (632石2斗3升2合9勺7才1撮)・村井町村 (955石6斗7升1合0勺2才1撮)・吉田村 (952石8斗2升2合9勺9才8撮)・野村 (728石8斗2升0合3勺1才2撮)・高出村 (450石1斗7升5合9勺9才5撮)・郷原町村 (382石6斗1升0合2勺9才1撮)・堅石町村 (428石6斗2升7合5勺9才4撮)・原新田村 (37石1斗4升9合3勺9才9撮)・小屋村 (451石0斗3升2合8勺9才8撮)・野溝村 (803石3斗8升0合9勺8才1撮)・笹部村 (276石6斗2升5合7勺9才3撮)・高宮新田村 (167石8斗8升0合9勺9才7撮)・横田村 (202石4斗5升3合0勺0才3撮)・大村 (404石6斗2升2合9勺8才6撮)・水汲村 (172石3斗0升9合0勺0才6撮)・岡田町村 (662石9斗0升6合0勺0才6撮)・伊深村 (531石9斗8升1合9勺9才5撮)・三才山村 (344石8斗0升3合3勺1才4撮)・洞村 (224石3斗2升8合0勺0才3撮)・惣社村 (408石0斗1升1合9勺9才3撮)・原村 (234石5斗7升4合9勺9才7撮)・稲倉村 (487石5斗9升6合0勺0才8撮)・松岡村 (413石6斗5升1合0勺0才1撮)・下岡田村 (650石3斗9升8合0勺1才0撮)・荒井村 (395石2斗7升7合0勺0才8撮)・堀米村 (537石3斗7升7合9勺9才1撮)・小柴村 (187石6斗4升5合9勺9才6撮)・浅間村 (613石8斗4升7合5勺9才5撮)・中村 (213石1斗6升2合0勺0才3撮)・島立町村 (426石6斗2升4合3勺9才0撮)・大庭村 (308石4斗7升6合9勺9才0撮)・北栗林村 (696石5斗9升6合0勺0才8撮)・南新村 (658石7斗4升7合4勺9才8撮)・東新村 (344石4斗0升2合0勺0才8撮)・北新村 (629石9斗9升5合9勺7才2撮)・下新村 (497石5斗8升4合9勺9才1撮)・上新村 (374石8斗0升0合9勺9才5撮)・下波田村 (825石0斗8升6合9勺7才5撮)・三溝村 (1341石6斗5升2合9勺5才4撮)・上波田村 (842石5斗3升3合0勺2才0撮)・南栗林村 (845石8斗7升4合3勺2才9撮)・永田村 (202石4斗3升6合0勺0才5撮)・三ノ宮村 (191石1斗2升8合9勺9才8撮)・下神林村 (494石1斗5升1合0勺0才1撮)・梶海渡村 (193石4斗4升2合9勺9才3撮)		
- - 安曇郡 - 179村（全域）

宮本村 (611石2斗1升0合6勺9才3撮)・曾根原村 (185石3斗6升8合1勺9才5撮)・閏田村 (238石93升9合4勺9才9撮)・木船村 (67石4斗0升7合4勺0才2撮)・丹生子村 (69石4斗7升9合3勺0才1撮)・館内村 (155石5斗2升7合6勺0才3撮)・常光寺村 (108石05升3合2勺0才0撮)・松崎村 (207石9斗4升8合8勺0才7撮)・大町村 (1810石斗13升0合7勺3才7撮)・高根新田村 (127石9斗0升0合8勺03撮)・野口村 (291石288合5勺1才3撮)・借馬村 (496石9斗3升5合3勺9才4撮)・木崎村 (102石1斗7升5合4勺9才9撮)・森村 (34石5斗8升940才1撮)・稲尾村 (80石1斗9升2合2勺0才0撮)・海之口村 (194石264合8勺9才3撮)・中綱村 (16石4斗81合7勺0才1撮)・青木村 (15石1斗9升6合6勺0才0撮)・加蔵新田村 (24石8斗8升250才0撮)・大平村 (213石6斗19合9勺0才4撮)・相川新田村 (22石0斗10合2勺0才1撮)・切久保新田村 (221石0斗4升0合6勺0才4撮)・野平新田村 (97石2斗0升8合6勺0才3撮)・船場村 (85石3斗1升5合3勺9才9撮)・左右村 (104石9斗4升8合8勺9才8撮)・槍平新田村 (14石7斗7升2合3勺0才0撮)・大塩村 (160石4斗4升4合3勺0才5撮)・切明新田村 (17石8斗6升3合0勺0才1撮)・二重村 (167石9斗7升5合6勺9才3撮)・新行新田村 (66石0斗4升4合9勺9才8撮)・大塚新田村 (109石9斗7升2合0勺0才0撮)・高地村 (50石9斗5升0合5勺0才0撮)・青貝村 (228石2斗5升8合8勺9才6撮)・千見村 (148石3斗4升7合3勺0才5撮)・佐野村 (172石5斗7升2合0勺0才6撮)・沢渡村 (498石6斗8升82勺0才2撮)・飯田村 (264石2斗2升3合9勺9才9撮)・飯森村 (182石7斗2升5合0勺0才6撮)・深沢空峠新田村 (32石5斗6升2合0勺0才0撮)・細野新田村 (83石3斗60合0勺0才1撮)・塩島村 (105石1斗3升3合4勺0才0撮)・塩島新田村 (107石6斗8升6合9勺9才6撮)・蕨平村 (60石8斗9升9合7勺9才9撮)・野平新田村 (22石5斗0升2合6勺0才0撮)・大出新田村 (71石7斗4升6合2勺0才1撮)・嶺方新田村 (147石4斗9升0合9勺9才7撮)・堀ノ内村 (271石7斗4升9合2勺9才8撮)・千国村 (336石7斗4升5合6勺9才7撮)・来馬村 (160石9斗7升3合2勺0才6撮)・石坂村 (198石9斗4升2合7勺0才3撮)・大網村 (22石7斗7升4合0勺0才0撮)・深原村 (76石3斗4升4合5勺9才7撮)・中谷村 (163石3斗5升9合6勺0才4撮)・土谷村 (304石2斗1升6合7勺9才7撮)・小倉村 (474石7斗6升3合0勺0才0撮)・岩原村 (186石7斗8升8合4勺9才8撮)・田多井村 (618石9斗4升8合9勺7才5撮)・一日市場村 (818石2斗6升7合0勺2才9撮)・住吉村 (460石2斗9升5合9勺9才0撮)・二木村 (553石6斗2升9合0勺2才8撮)・上堀金村 (706石1斗9升5合9勺84撮)・野沢村 (492石7斗9升6合2勺0才4撮)・田尻村 (467石7斗4升7合0勺0才9撮)・下堀金村(643石5斗0升2合3勺19撮)・中堀新田村 (256石6斗0合5勺9才8撮)・及木村 (433石0斗62合0勺1才2撮)・中萱村 (1315石1斗5升5合2勺7才3撮)・七日市場村(560石6斗6升4合9勺7才8撮)・楡村 (839石3斗8升7合0勺2才4撮)・長尾村 (1174石3斗0升0合2勺9才3撮)・小田多井新田村 (236石5斗4升5合5勺9才3撮)・青島村 (378石8斗6升9合3勺8才5撮)・町村 (201石4斗9升8合7勺0才3撮)・上平瀬村 (100石1斗9升1合0勺0才2撮)・下平瀬村 (717石4斗2升2合1勺8才0撮)・北中村 (170石6斗0升7合3勺0才0撮)・南中村 (240石7斗5升2合8勺9才9撮)・北方村 (404石6斗2升2合3勺1才4撮)・東方村 (198石6斗7升3合0勺0才4撮)・高松村 (678石2斗3升9合9勺2才9撮)・小宮村 (423石3斗0升4合5勺0才4撮)・岩岡村 (296石3斗4升1合6勺1才4撮)・上鳥羽村 (330石8斗3升4合9勺9才1撮)・下鳥羽村 (557石2斗2升6合0勺1才3撮)・小海渡村 (64石5斗4升4合9勺9才8撮)・熊倉村 (979石2斗6升6合2勺9才6撮)・真々部村 (834石1斗8升4合9勺9才8撮)・犬飼新田村 (63石4斗9升8合1勺0才0撮)・本村 (321石9斗7升2合9勺9才2撮)・中曾根村 (642石0斗8升5合0勺2才2撮)・飯田村 (665石3斗3升3合0勺0才8撮)・成相町村 (331石5斗6升5合8勺8才7撮)・成相新田村 (497石2斗6升1合2勺9才2撮)・青木花見村 (392石8斗1升7合2勺9才1撮)・島新田村 (71石1斗0升7合3勺0才0撮)・青木新田村 (85石8斗4升8合7勺0才1撮)・中ノ郷村 (411石2斗3升2合2勺0才8撮)・十日市場村 (200石1斗0升3合6勺0才7撮)・林中村 (149石2斗8升3合7勺9才8撮)・内鎌新田村 (324石8斗7升9合6勺0才8撮)・池田町村 (1699石5斗3升0合8勺8才4撮)・宮本入作 (66石4斗9升9合0勺0才1撮)・山ノ寺村 (126石6斗0升4合2勺0才2撮)・堀ノ内村 (373石0斗1升0合4勺9才8撮)・正科村 (362石5斗4升9合9勺8才8撮)・中島村((416石3斗2升4合7勺0才7撮)・半在家村 (197石1斗19合2勺9才3撮)・滝沢村 (782石8斗0升6合7勺0才2撮)・相道寺村 (188石4斗2升1合9勺9才7撮)・花見村 (306石7斗7升3合0勺1才0撮)・渋田見村 (649石8斗2升8合3勺0才8撮)・鵜山村 (258石2斗4升8合2勺9才1撮)・押野村 (955石5斗2升6合0勺0才1撮)・塩川原村 (178石1斗2升8合6勺0才1撮)・荻原村 (304石3斗7升4合6勺0才3撮)・荻原新田村 (9石0斗2升8合0勺0才0撮)・小泉入作新田 (41石6斗5升7合0勺0才1撮)・大日向村 (405石2斗7升3合2勺8才5撮)・草尾村 (144石5斗2升0合7勺0才6撮)・宇留賀村 (241石1斗5升5合7勺0才1撮)・日岐村 (212石5斗2升6合70才3撮)・北山村 (405石2斗3升4合5勺8才9撮)・嶺方新田村 (140石8斗5升6合9勺9才5撮)・寺村 (101石8斗7升6合0勺9才9撮)・中村 (118石7斗9升3合2勺9才7撮)・小泉村 (314石9斗2升7合8勺8才7撮)・寺所村 (635石6斗8升4合0勺8才2撮)・保高町村 (349石5斗2升2合7勺0才5撮)・保高村 (864石2斗7升5合2勺0才8撮)・橋爪村 (168石5斗4升8合9勺9才6撮)・柏原村 (1488石5斗8升4合3勺5才1撮)・牧村 (390石9斗3升5合6勺0才8撮)・吉野村 (923石9斗0升5合5勺1才8撮)・踏入村 (356石1斗7升7合6勺1才2撮)・貝梅村 (80石5斗3升6合0勺0才3撮)・矢原村 (793石8斗1升5合3勺0才8撮)・細萱村 (825石2斗3升8合8勺9才2撮)・白金村 (205石2斗9升5合3勺0才3撮)・等々力町村 (226石3斗0升4合0勺0才1撮)・重柳村 (492石3斗3升2合3勺9才7撮)・等々力村 (561石1斗0升8合8勺2才6撮)・狐島村 (543石4斗8升0合7勺1才3撮)・耳塚村 (504石7斗8升2合7勺1才5撮)・新屋村 (597石7斗2升2合7勺7才8撮)・嵩下村 (567石5斗7升1合4勺1才1撮)・古厩村 (453石4斗8升2合3勺9才1撮)・鼠穴村 (166石9斗5升4合3勺0才0撮)・立足村 (308石2斗3升6合5勺1才1撮)・細野村 (513石5斗6升1合4勺0才1撮)・神戸新田村 (85石6斗3升9合0勺0才0撮)・松川村 (1350石6斗8升8合3勺5才4撮)・西山村 (488石9斗6升1合9勺1才4撮)・板取村 (475石2斗8升5合7勺9才7撮)・須沼村 (425石4斗1升4合6勺1才2撮)・清水村 (511石7斗2升6合1勺9才6撮)・上一本木村 (405石9斗8升4合5勺8才9撮)・下一本木村 (302石9斗2升8合5勺8才9撮)・富田新田村 (144石5斗2升2合7勺9才7撮)・氷室村 (745石3斗9升1合6勺0才2撮)・上角影村 (224石7斗8升8合6勺0才5撮)・下角影村 (470石5斗4升7合2勺1才1撮)・横沢村 (746石7斗7升7合2勺8才3撮)・南大妻村 (865石4斗0升3合9勺9才2撮)・小室村 (247石1斗4升1合0勺0才6撮)・北大妻村 (769石8斗9升1合4勺7才9撮)・焼山村　129石2斗1升2合4勺9才4撮)・大久保村 (246石7斗6升8合9勺9才7撮)・田屋村 (249石1斗1升3合0勺0才7撮)・丸田村 (238石9斗3升1合0勺0才0撮)・中村 (184石8斗4升3合0勺0才2撮)・北条村 (398石5斗7升0合0勺0才7撮)・杏村 (168石1斗1升4合8勺9才9撮)・寺家村 (253石0斗6升1合9勺9才6撮)・花見村 (364石2斗5升6合9勺8才9撮)・立田村 (1031石4斗9升6合5勺8才2撮)・大野川村 (25石1斗3升9合0勺0才0撮)・島々村 (19石8斗0升8合0勺0才1撮)・稲核村 (53石3斗3升4合0勺0才0撮)・大野田村 (16石6斗0升0合0勺0才0撮)	

### 幕末の預地
江戸幕府が天領塩尻陣屋（5万3000石）を廃止した後に、筑摩郡104村、伊那郡26村を預地として委託されたが、廃藩置県後は全域が伊那県に編入された。
- 信濃国
  - 筑摩郡のうち - 104村

梶海渡村 (46石0斗7升0合9勺9才9撮)・塩尻町村 (899石2斗4升8合7勺1才8撮)・大小屋村 (156石0斗3升4合8勺9才7撮)・長畝村 (261石9斗1升6合9勺9才2撮)・桟敷村 (343石2斗7升9合2勺9才7撮)・下西条村 (350石9斗6升1合4勺8才7撮)・中西条村 (196石8斗3升9合9勺9才6撮)・金井村　212石1斗2升0合4勺9才9撮)・上西条村 (314石2斗1升2合7勺9才9撮)・柿沢村 (155石1斗1升6合1勺0才4撮)・北小野村 (762石6斗4升9合2勺9才2撮)・堀ノ内村　277石93升6合4勺0才1撮)・大門村 (376石0斗5升0合2勺0才1撮)・平出村 (318石1斗8升0合5勺1才1撮)・床尾村 (269石7斗1升5合5勺1才5撮)・洗馬町村　217石斗16升2合2勺9才2撮)・牧野村 (103石2斗8升9合7勺0才3撮)・本山町村 (374石3斗4升8合2勺9才7撮)・岩垂村 (130石1斗5升8合0勺0才5撮)・日出塩村 (60石8斗7升2合0勺0才2撮)・勝弦新田村 (32石5斗9升4合3勺9才8撮)・今井村 (1523石5斗2升6合9勺7才8撮)・大池村 (1114石6斗2升5合6勺1才0撮)・小坂村 (698石2斗9升6合9勺9才7撮)・竹田村 (1116石0斗6升7合9勺9才3撮)・水代村 (122石4斗8升7合0勺0才0撮)・上神林村 (1509石7斗3升9合0勺1才4撮)・二子村(1052石8斗1升0合0勺5才9撮)・神戸村 (473石6斗9升7合9勺9才8撮)・神戸新田 (114石1斗3升3合0勺0才3撮)・小俣村 (537石7斗9升3合2勺1才3撮)・今村 (235石1斗0升6合4勺0才0撮)・境村 (154石7斗4升0合0勺0才5撮)・下和田村 (262石6斗1升4合9勺9才0撮)・和田町村 (522石6斗1升4合9勺9才0撮)・蘇我村 (405石5斗7升1合0勺1才4撮)・衣外村 (184石9斗4升7合0勺0才6撮)・殿村 (409石7斗3升9合9勺9才0撮)・和田中村 (320石1斗0升5合0勺1才1撮)・南和田村 (562石5斗3升1合9勺8才2撮)・上生野村 (85石9斗1升3合0勺0才2撮)・小立野村 (158石2斗3升1合9勺9才5撮)・下生野村 (169石8斗6升3合0勺0才7撮)・野口新田 (48石0斗5升1合9勺9才8撮)・古池原新田 (38石7斗2升4合9勺9才8撮)・田沢村 (608石8斗3升1合6勺0才4撮)・光村 (536石3斗4升4合2勺9才9撮)・塔原村 (586石2斗3升7合0勺0才0撮)・明科村 (313石4斗5升4合9勺8才7撮)・大足村 (214石8斗2升2合0勺0才6撮)・潮村 (372石5斗4升9合0勺1才1撮)・潮山中村 (147石2斗9升2合4勺9才6撮)・潮沢村 (276石9斗0升6合0勺0才6撮)・上生坂村 (462石4斗0升8合9勺9才7撮)・下生坂村 (292石8斗5升4合0勺0才4撮)・刈谷原町村 (350石4斗7升2合9勺9才2撮)・七嵐村 (271石9斗4升1合0勺1才0撮)・赤怒田村 (270石6斗7升4合0勺1才1撮)・殿野入村 (212石8斗6升9合9勺9才5撮)・穴沢村 (118石4斗9升5合0勺0才3撮)・保福寺村 (252石1斗3升4合9勺9才5撮)・金山町村 (8石9斗9升9合0勺0才0撮)・取出村 (321石4斗2升4合0勺1才1撮)・反町村 (283石28升0斗6勺0才9撮)・板場村 (261石4斗9升2合0勺0才4撮)・執田光村 (89石4斗0升7合5勺0才1撮)・井刈村 (277石7斗0升9合0勺1才5撮)・北山村新田 (68石4斗0升6合9勺9才8撮)・落水村 (55石1斗8升1合0勺0才0撮)・西宮村 (190石8斗7升9合8勺9才8撮)・宮本村 (172石2斗5升7合0勺0才4撮)・小岩井村 (155石8斗4升8合9勺9才9撮)・両瀬村 (184石5斗5升4合0勺0才1撮)・会田町村 (744石5斗0升2合0勺1才4撮)・藤池村 (175石2斗1升8合9勺9才4撮)・長越村 (112石39升9合0勺0才2撮)・矢久村 (138石5斗3升6合8勺0才4撮)・召田村 (124石4斗6升3合9勺9才7撮)・金井村 (177石7斗4升6合0勺0才2撮)・横川村 (260石4斗1升5合0勺0才9撮)・原山村 (80石5斗4升0合8勺0才2撮)・会吉新田 (36石7斗3升0合9勺9才9撮)・乱橋村 (338石9斗6升4合3勺8才6撮)・西条村 (905石1斗6升4合4勺9才0撮)・大沢新田村 (37石7斗9升2合9勺9才9撮)・東条村 (1055石5斗2升0合0勺2才0撮)・刈谷沢村 (328石7斗6升3合8勺8才5撮)・中村 (528石6斗3升3合4勺8才4撮)・青柳町村 (509石6斗5升9合3勺0才2撮)・竹場村 (114石5斗5升9合9勺9才8撮)・桑関村 (98石3斗2升3合9勺9才7撮)・仁熊村 (381石9斗8合3升0勺0才2撮)・荻新田村 (16石7斗5升7合9勺9才9撮)・別所村 (150石4斗8升8合9勺9才8撮)・野口村 (259石8斗5升6合6勺8才9撮)・市野川村 (343石8斗5升5合8勺9才6撮)・高村 (163石2斗2升0合0勺0才1撮)・桑山村 (633石0斗6升5合7勺9才6撮)・上井堀村 (297石3斗0升7合0勺0才7撮)・下井堀村 (406石2斗5升9合3勺0才8撮)・矢倉村 (159石8斗4升4合1勺0才1撮)・永井村 (926石6斗1升1合3勺8才9撮)・安坂村 (1103石6斗7升9合3勺2才1撮)・麻績町村 (1275石9斗4升8合9勺7才5撮)
- - 伊那郡のうち - 26村

木下村 (1927石9斗4升7合0勺2才1撮)・北小河内村 (727石9斗0升6合9勺8才2撮)・沢村 (690石8斗3升5合0勺2才2撮)・八乙女村 (207石9斗9升8合0勺0才1撮)・下古田村 (337石9斗1升1合0勺1才1撮)・上古田村 (463石4斗4升6合0勺1才4撮)・富田村 (506石2斗9升4合0勺0才6撮)・吹上村 (312石9斗2升7合0勺0才2撮)・大出村 (572石6斗7升4合0勺1才1撮)・上戸村 (469石1斗2升7合9勺9才1撮)・寄合新田 (62石6斗9升9合0勺0才1撮)・大萱村 (525石6斗6升9合9勺8才3撮)・中曾根新田村　 (192石4斗2升5合9勺9才5撮)・南殿村 (60石9斗1升2合9勺9才8撮)・大泉新田村 (168石5斗8升2合0勺0才1撮)・与地村 (277石5斗8升0合9勺9才4撮)・中条村 (352石1斗7升3合0勺0才4撮)・羽広村 (659石7斗5升7合0勺1才9撮)・中原新田村 (133石4斗1升9合0勺0才6撮)・北殿村 (1029石1斗4升9合0勺4才8撮)・田畑村 (700石5斗8升0合0勺1才7撮)・三日町村 (1223石5斗0升5合9勺8才1撮)・長岡村 (855石2斗8升8合0勺2才5撮)・神子柴村 (514石2斗5升4合0勺2才8撮)・福島村 (574石2斗0升8合0勺0才8撮)・大泉村 (806石7斗5升2合9勺9才1撮)	

## 江戸藩邸
- 水野家時代

| 上屋敷     | 神田橋（千代田区東神田）→浜町（中央区日本橋浜町）→田安門（千代田区北の丸公園）→筋違御門外（千代田区外神田） |
| 中屋敷     | 向柳原（墨田区太平）→浜町に統合                                                                             |
| 下屋敷     | 巣鴨（文京区巣鴨）                                                                                          |
| 藩主抱屋敷 | 深川小名木川通り（江東区扇橋）                                                                              |

- 戸田家時代

| 上屋敷     | 江戸城土手附（千代田区内）→呉服橋（千代田区丸の内）                            |
| 中屋敷     | 愛宕下（港区虎ノ門）                                                           |
| 下屋敷     | 二本榎（港区白金台）                                                           |
| 藩主抱屋敷 | 矢ノ倉（墨田区両国）・麻布長坂（港区麻布永坂町）・深川小名木通り（江東区猿江） |

## 松本藩に関するエピソード
- 「追分節」のザレ唄の中に「松本丹波の糞丹波 糞といわれても銭ださぬ」というものがあり、参勤交代の道中での松本藩主松平丹波守の吝嗇ぶりが歌われている。
- 幕末に詠まれた詠人不詳の狂歌に「信濃には 浪士に打ち勝つ 武士は無し 田作りばかり だしにつこうて」というものがある。和田嶺合戦で敗走した松本藩士を庶民が皮肉ったものである。